# Марта Шведська
Ма́рта Шве́дська (швед. Märtha av Sverige), повне ім'я Ма́рта Софі́я Лові́са Да́ґмар Тю́ра Шве́дська (швед. Märtha Sophia Lovisa Dagmar Thyra av Sverige), (28 січня 1901 — 5 квітня 1954) — шведська принцеса з династії Бернадотів, дочка принца Швеції Карла і данської принцеси Інгеборги, дружина кронпринца Норвегії Олафа (згодом — короля Олафа V), мати правлячого короля Норвегії Гаральда V.

## Біографія

### Дитинство і юність
Марта народилася 28 січня 1901 року в Стокгольмі. Вона була другою дочкою в родині принца Швеції Карла і його дружини Інгеборги Данської. У родині вже росла старша донька Маргарита, а наступного року народилася молодша — Астрід. Країною тоді правив їхній дід Оскар II.

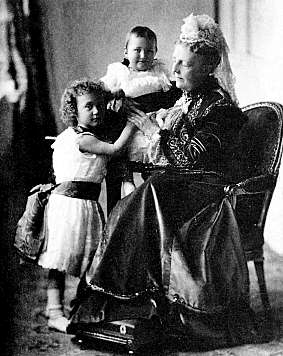
Марта на руках у бабусі Софії, 1902

1905 року Норвегія вирішила відокремитися від Швеції. Після розірвання унії постало питання про правителя нової держави. На роль майбутнього короля висували і батька Марти, Карла Шведського. Проте, врешті-решт, очолив Норвегію брат її матері Крістіан Фредерік. Два роки пізніше, у 1907 році, коли помер Оскар II, королем Швеції став брат батька, Густав. Ще один брат матері, Кристіан, у 1912 році успадкував престол Данії. Тож Марта, як і її сестри, була одночасно небогою королів трьох країн Європи.
Жила родина на віллі Паркудден на острові Юргорден у центрі Стокгольма. 1908 року вони переїхали на сусідню віллу Бістрем. Сімейне життя було щасливе. Діти виховувались у домашній неформальній обстановці. Від 1910 року літній час всі проводили на віллі Фрідгем поблизу затоки Бравікен. Для ігор принцес на її території були збудовані окремі будиночки, а море й ліс сприяли гарному відпочинку. У січні 1911 року в дівчат з'явився молодший брат Карл.
Марту з дитинства змальовували як творчу, активну, жваву й щедру натуру з почуттям гумору. Незважаючи на академічну освіту, принцесу готували й до майбутнього подружнього життя. Дівчину вчили вести домашнє господарство, доглядати за дітьми, шити і навіть розписувати порцеляну.
1919 року її сестра Маргарита вийшла заміж за принца Акселя Данського і переїхала в Данію. Родина ж принца Карла 1922 року оселилася на півострові Бласігольмен. У 1926 році одружилася й Астрід, узявши шлюб з бельгійським кронпринцом Леопольдом.
Марта ще 1921 року познайомилася з кронпринцом Норвегії Олафом, молодшим від неї на два роки. У 1926 і 1927 роках вона зі своїми близькими побувала в гостях у норвезької королівської родини. Це були перші шведські королівські відвідини Норвегії від 1905 року. Улітку 1928 року принц Олаф брав участь у змаганнях з вітрильного спорту на Олімпійських іграх у Амстердамі. Під час ігор з благословення батьків вони з Мартою таємно заручилися.

### Заручини і весілля
13 січня 1929 року Олаф інкогніто прибув до Стокгольма, а наступного дня про заручини оголошено офіційно. Альянс був дуже добре сприйнятий, оскільки вважалося, що це зможе залагодити розрив між сусідніми країнами, що стався 1905 року. Багато будівель і вулиць були прикрашені прапорами й транспарантами.
До вінчання Катедральний собор Осло оздобили білими квітами: азаліями, гортензією, бузком, тюльпанами й білими ліліями. Навколо органа стояло кількасот співаків, 50 офіцерів стояло вздовж проходу. Запрошено було 1600 осіб. Крім родин і друзів з обох сторін, були присутні представники офіційної влади, іноземні дипломати й видатні громадяни.
Сукня нареченої мала 4-метровий шлейф, розшитий ліліями та декорований перлами, бісером і паєтками. Фата з брюссельського мережива була майже однакової довжини зі шлейфом. Довершувала образ міртова тіара. Весільний букет складався з білих лілій.
Церемонія почалася опівдні. Першим прибув наречений. Марту до вівтаря під руку вів батько. Вінчання провів єпископ Йоган Лунде. На останок прозвучала «Алилуя» Генделя. З фортеці Акерсгус пролунало 42 постріли: подвійний салют на честь королівської родини.

### Кронпринцеса
Норвежці швидко полюбили Марту. Кронпринцеса виявилася скромною, веселою та щедрою. Природність у спілкуванні й рідкісна здатність знаходити з усіма спільну мову швидко здобули їй популярність серед народу. Олаф дуже цінував молоду дружину.
Від дипломата Фріца Веделя Ярлсберга подружжя отримало ферму Скауґум у муніципалітеті Аскер, за 15 миль на південний захід від столиці. Вона стала їхньою резиденцією. Тривалий час уважалося, що це був весільний подарунок з боку барона, проте 2009 року знайшлися документи, що засвідчували оплату в розмірі 120 000 крон.
20 травня 1930 року в Скауґумі трапилася пожежа,  що знищила головну будівлю.
Три тижні по тому в палаці Кронпринца в Осло Марта народила первістка. У 1930—1931 роках норвезький полярний дослідник Яльмар Рісер-Ларсен дав імена кронпринца, кронпринцеси та їхньої доньки частинам узбережжя Землі Королеви Мод у Східній Антарктиді (Берег Принца Олафа, Берег Принцеси Марти, Берег Принцеси Раґнхільди).
Родина тоді жила на віллі Solbakken на околицях столиці. Марта брала активну участь у плануванні нового будинку Скауґум, який було доручено створити Арнштейну Арнебергу. За півтора року, 12 лютого 1932 року народилася ще одна донька, Астрід. Улітку 1932 року Скауґум був готовий, і кронпринц із сім'єю переїхали туди. Удома була створена тепла й затишна атмосфера. Марта навіть шила одяг для себе та дітей. У маєтку народився довгоочікуваний син Гаральд.
Улітку 1939 року подружжя відвідало Сполучені Штати, де зустрілося й потоваришувало з президентом Рузвельтом і його дружиною Елеонорою.

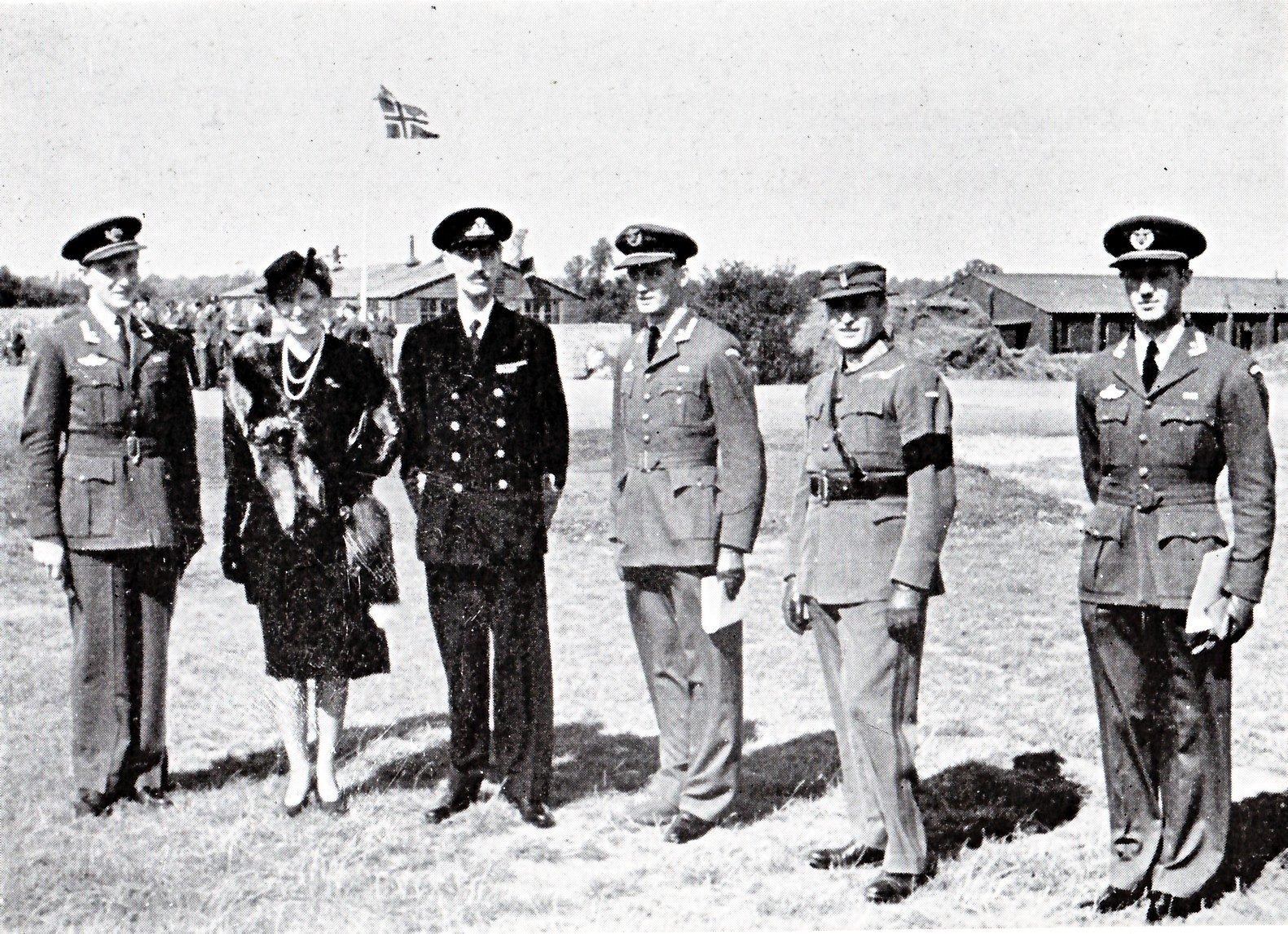
Гокон VII, Марта та Олаф з пілотами, нагородженими Військовим хрестом за Дьєпський рейд, 5 вересня 1942

Після початку Другої світової війни Марта багато зробила для мобілізації на роботи з самозахисту, а також для організації добровольців.
9 квітня 1940 року до Норвегії вдерлися нацистські війська. Флот, очолюваний лінкором «Блюхер», увійшов в Осло-фіорд, але, обстріляний з фортеці Оскарсбор, затонув, інші ж судна відійшли в зовнішню затоку. Це дало змогу королівській родині й парламенту евакуюватися. Марта з дітьми тієї самої ночі на потязі відбули у Швецію, де залишались у родичів до 12 серпня, поки не виїхали до селища Петсамо на крайній півночі у Фінляндії, де на норвезьку королівську родину чекав корабель ВМС США «Американський легіон». Усього «Американський легіон» забрав в Америку 897 осіб. 16 або 17 серпня корабель, узявши на борт 897 осіб, залишив фінський берег, а 28 серпня прибув до Нью-Йорка.
Кронпринцеса з дітьми спершу розмістилися в готелі «Волдорф-Асторія», а згодом перебралися на особисту дачу Рузвельта в Гайд-парку. Певний час Марта винаймала будинок у Бостоні, штат Массачусетс. Нарешті, сам президент підшукав їм невеличку садибу Пуке-Гілл поблизу Вашингтона. Там родина Олафа перебувала від жовтня 1940 року до травня 1945 року. Сам він в обстановці суворої секретності кілька разів на рік приїжджав в Америку з Лондона. Свої візити він використовував для зовнішньополітичної діяльності, подорожував країною, виступав з доповідями та лекціями про боротьбу норвезького народу. Марта йому активно допомагала. Вона також брала участь у низці офіційних візитів, виступів та лекцій. Працювала у справах по наданню допомоги біженцям,  турбувалася про людей без документів, складала комплекти першої допомоги, вітала всіх норвежців, від міністрів до простих солдат, які опинилися в Америці.

Улітку 1942 року відвідала Лондон, щоб узяти участь у святкуванні 70-річного ювілею свого тестя Гокона VII. Король під час цього візиту нагородив її великим хрестом ордена Святого Олафа, сказавши:
|  | «Це не тому, що ти кронпринцеса, а тому, що ти заслуговуєш» норв. «Ikke fordi du er kronprinsesse, men fordi du har fortjent det» |

З президентом Рузвельтом її пов'язувала тісна дружба. Він часто приїздив до Пуке-Гілл, і навіть приймав там важливих гостей, таких як Вінстон Черчилль. Марта з дітьми, у свою чергу, часто бувала в гостях у подружжя Рузвельтів. Президент був харизматичною особистістю, любив, коли ним захоплювалися жінки. Кронпринцеса, очевидно, була його улюбленицею. Елеонора Рузвельт ревнувала чоловіка до неї через цю ніжну та, безперечно, цнотливу дружбу, також захоплюючись цією жінкою. Ця дружба дала Норвегії прямий контакт з керівництвом союзників, якого інші окуповані держави не мали.
Це дало привід новелісту Ґору Відалу стверджувати, що Марта була «останнім коханням» Франкліна Рузвельта.
Міністр же закордонних справ Норвегії Трюгве Лі називав кронпринцесу «безперечним послом № 1» у роки війни, підкреслюючи її чарівність, людяність, мудрість і такт.

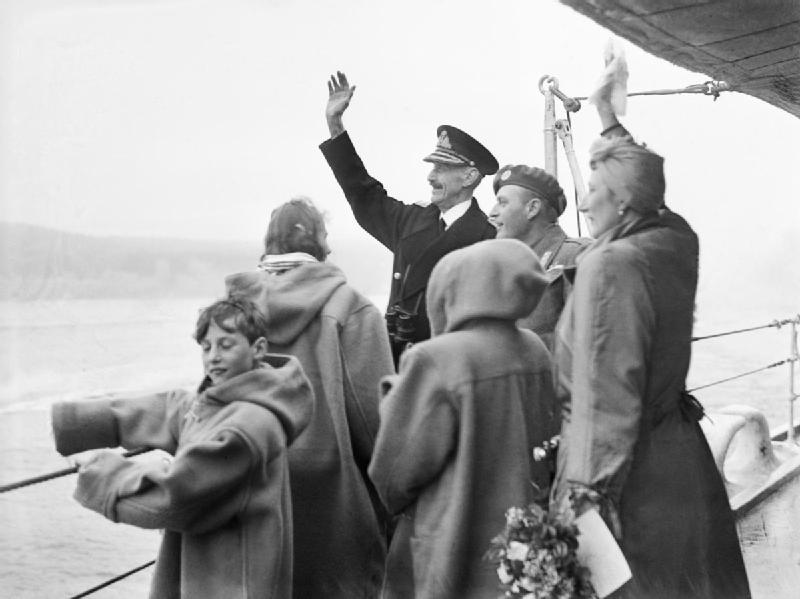
Повернення королівської родини в Осло, червень 1945

13 травня 1945 року Олаф з п'ятьма міністрами повернувся в звільнену Норвегію. Важкий крейсер «Норфолк» доправив до Осло  всю королівська родину 7 червня. Олаф до цього часу виконував обов'язки регента. Кронпринцесу зустріли з особливою теплотою: її зусилля під час війни зробили її ще популярнішою серед народу. Норвежці називали її «Мати нації».
У наступні роки королівське подружжя брало участь у відновленні країни, налагодженні економіки, укріпленні зовнішньополітичних зв'язків.
Кронпринцеса проводила новорічні виступи по радіо у 1946 та 1950 роках, а також на Різдво 1948 року.
З дитинства Марта мала проблеми зі здоров'ям. Так, вона часто страждала від болісних мігреней. У 1950 році Марта захворіла на жовтуху. Після трьох місяців лікування хвороба, здавалось, відступила. Проте на початку 1951 року кронпринцесі знову стало погано. Тривалий час їй доводилося проводити у лікарнях.
У жовтні 1951 року помер її батько, Карл Шведський. У травні 1953 року старша донька Рагнгільд вийшла заміж за Ерлінґа Лоренцена. У цей час Марта була вже дуже хвора. Вона померла в лікарні 5 квітня наступного року. За чотири місяці народився її перший онук.
Поховали Марту 21 квітня 1954 року в королівському мавзолеї замку Акерсгус.
Марта ніколи не була королевою, проте єпископ Осло Йоганнес Смемо сказав про неї:  
|  | «Місце королеви в наших серцях вона зайняла вже давно, і вже ніколи його не втратить» норв. «Dronningsetet i våre sinn har hun lenge hatt og skal hun aldri miste» |

## Родина
Чоловік — Олаф V
Діти:
- Рагнгільд (1930—2012) — стала дружиною судновласника Ерлінга Свена Лоренцена, мала трьох дітей.
- Астрід (нар.1932) — дружина бізнесмена та моряка, призера Олімпійських ігор 1952 року з вітрильного спорту, Йохана Мартіна Фернера, має п'ятеро дітей;
- Гаральд (нар.1937) — правлячий король Норвегії з 1991 року, одружений із Сонею Гаральдсен, має сина та доньку.